# Valborg Franchi
Valborg Elisabet Franchi, (född Peterson) född 24 september 1889 i Hedvig Eleonora församling, Stockholm, död 7 december 1978 i Sollentuna församling, Stockholms län, var en svensk dansare och danspedagog. 
Franchi var dotter till byggmästaren Svante Petterson och Johanna Holm, gift 1918-1939 med fabrikören Aloysius (Luigi) Franchi (1889-1939). Vid tio års ålder, år 1899, blev hon antagen på Operans elevskola och gick hela långa vägen upp tills hon blev premiärdansös mellan 1919 och 1930 vid Kungliga Teatern. År 1921 gick hon i lära hos balettpedagog Grassi i Milano vilken hade varit elev hos Anna Pavlovas berömde koreograf, Enrico Cecchetti. År 1924 blev hon utnämnd som chef för Operans balettelevskola och mellan 1930 och 1962 var hon även lärarinna vid Dramatiska teaterns elevskola. Hon studerade bl. a. för Fokin och införde på Operans balettelevskolan Cecchettis metod, Pavlovas danslärare. Bland hennes mest framgångsrinka framställningar kan nämnas narren i Askungen, Alecchino i Festen hos Thèrese, Nötknäpparen och Orpheus i underjorden och Fågelhandlarna, där hon dansade med Michel Fokine och Vera Fokina.
Under sin verksamma tid ansågs Valborg Franchi vara den främsta danspedagogen i Norden. Hon skapade en framgångsrik skara av dansare, både på Operan och bland frilansartister såsom Ellen Rasch, Björn Holmgren, Teddy Rhodin, Julius och Mario Mengarelli, Gunnel Lindgren, Viveca Ljung, Mariane Orlando och Elsa-Marianne von Rosen.
Vid sin pensionering skrev hon en mycket uppskattad balettbok "Klassisk balett" som Margareta Sjögren i Svenska Dagbladet beskrev som " en guldgruva... så trevlig att den borde tilltala alla dansintresserade - tonåringar likaväl som deras föräldrar."